# نخستین جشن سینمای ایران
نخستین دوره جشن خانه سینمای ایران در تاریخ نوزدهم تیر ماه ۱۳۷۶ برگزار شد و فیلم سرزمین خورشید تندیس بهترین فیلم را دریافت کرد.

## تعداد نامزدها و برنده‌ها
فیلمهایی که در چند رشته کاندیدای دریافت تندیس بودند:
| سرزمین خورشید   | ۱۰ |
| لیلا            | ۷  |
| معجزه خنده      | ۷  |
| بچه‌های آسمان    | ۶  |
| طوفان           | ۵  |
| نامزدی          | ۵  |
| براده‌های خورشید | ۴  |
| سلطان           | ۳  |
| سایه به سایه    | ۳  |

فیلمهایی که موفق به دریافت چند تندیس شدند:
| سرزمین خورشید | ۵ |
| لیلا          | ۳ |

## جوایز[۱][۲]
| تندیس بهترين فيلم - بنیاد سینمایی فارابی – سرزمین خورشید - مسعود کیمیایی – سلطان - داریوش مهرجویی، فرامرز فرازمند – لیلا - یدالله صمدی – معجزه خنده - منوچهر شاهسواری – ماه و خورشید                                                  | تندیس بهترين کارگردانی - داریوش مهرجویی – لیلا - مجید مجیدی – بچه‌های آسمان - احمدرضا درویش – سرزمین خورشید - محمد بزرگ‌نیا – طوفان - یدالله صمدی – معجزه خنده                   |
| تندیس بهترين بازیگر زن - گلچهره سجادیه – سرزمین خورشید - قمر نصیری جوزانی – مسافر جنوب - فقیهه سلطانی – معجزه خنده - معصومه شیرماهی – نامزدی - عذرا اسماعیلی – نامزدی                                                                 | تندیس بهترين بازیگر مرد - سعید پورصمیمی – سرزمین خورشید - رضا ناجی – بچه‌های آسمان - خسرو شکیبایی – سرزمین خورشید - مهدی هاشمی – معجزه خنده - هاشم حاکم‌زاده – موشک کاغذی        |
| تندیس بهترين فیلمنامه - داریوش مهرجویی – لیلا - داوود میرباقری، فریدون حسن‌پور، یدالله صمدی، علی‌رضا خمسه – معجزه خنده - ناصر غلامرضایی، مرتضی مختاری – نامزدی - سیروس الوند – هتل کارتن - علی ژکان – سایه به سایه                      | تندیس بهترين موسیقی متن - فریدون شهبازیان – نامزدی - بابک بیات – سرزمین خورشید - محمدرضا علیقلی – براده‌های خورشید                                                              |
| تندیس بهترين فيلمبرداری - محمد آلادپوش – سرزمین خورشید - اصغر رفیعی‌جم – سلطان - حسن قلی‌زاده – طوفان - محمود کلاری – لیلا - حسن قلی‌زاده – براده‌های خورشید - پرویز ملک‌زاده – سایه به سایه                                               | تندیس بهترين تدوین - محمدرضا مویینی – سایه به سایه - عباس گنجوی – سرزمین خورشید - عباس گنجوی – طوفان - مصطفی خرقه‌پوش – لیلا - معصومه شاه‌نظری – نامزدی                          |
| تندیس بهترین صدا - جهانگیر میرشکاری، اصغر شاهوردی – لیلا - جهانگیر میرشکاری – سرزمین خورشید - محمدرضا دلپاک، یدالله نجفی – بچه‌های آسمان - محسن روشن، پرویز آبنار – معجزه خنده - بهمن اردلان، مسعود بهنام، حسن زاهدی – براده‌های خورشید | تندیس بهترين طراحی صحنه و لباس - امیرحسین اثباتی – سرزمین خورشید - اصغر نژادایمانی – بچه‌های آسمان - مسعود کیمیایی – سلطان - فریار جواهریان – لیلا - فرهاد مهرانفر – موشک کاغذی |
| تندیس بهترين چهره‌پردازی - بیژن محتشم – معجزه خنده - سید محسن موسوی – بچه‌های آسمان - عبدالله اسکندری، رضا رادمنش – توفان شن - جلال‌الدین معیریان – طوفان - عبدالله اسکندری – ماه و خورشید                                               | تندیس بهترین جلوه‌های ویژه - اصغر پورهاجریان – براده‌های خورشید - محمدرضا شرف‌الدین – توفان شن - رضا رستگار – سجده بر آب - رضا رستگار، مصطفی رستگاری – سرعت - نجف فتاحی – طوفان   |
| جایزه ویژه هیات داوران - مجید مجیدی – بچه‌های آسمان | تندیس افتخار خانه سینما - حبیب اللهیاری - عباس کیارستمی - حسن نیک‌نژاد |